# Coppa Italia 1997-1998 (calcio a 5)
La Coppa Italia 1997-1998 è stata la 13ª edizione della manifestazione, la prima in assoluto la cui fase finale sia stata disputata in una sede unica con semifinali e finale giocate in gara unica. La Coppa è stata vinta dalla Lazio che in finale ha superato i padroni di casa del Torino.

## Risultati

### Prima fase
Gli incontri dei triangolari si sono disputati il 13, il 20 e il 30 settembre, quelli degli accoppiamenti il 13 e 20 settembre.

#### Triangolare 1
| Squadra      | P.ti | G | V | N | P | GF | GS | DR |
| ------------ | ---- | - | - | - | - | -- | -- | -- |
| Aosta        | 6    | 2 | 2 | 0 | 0 | 12 | 7  | +5 |
| Aymavilles   | 3    | 2 | 1 | 0 | 1 | 9  | 7  | +2 |
| Futsal Aosta | 0    | 2 | 0 | 0 | 2 | 3  | 10 | -7 |

| Squadra 1    | Risultato   | Squadra 2    |
| 1ª giornata  | 1ª giornata | 1ª giornata  |
| ------------ | ----------- | ------------ |
| Aymavilles   | 4-1         | Futsal Aosta |
| 2ª giornata  |             |              |
| Futsal Aosta | 2-6         | Aosta        |
| 3ª giornata  |             |              |
| Aosta        | 6-5         | Aymavilles   |

#### Triangolare 3
| Squadra          | P.ti | G | V | N | P | GF | GS | DR |
| ---------------- | ---- | - | - | - | - | -- | -- | -- |
| Cagliari         | 4    | 2 | 1 | 1 | 0 | 10 | 4  | +6 |
| Delfino Cagliari | 4    | 2 | 1 | 1 | 0 | 6  | 5  | +1 |
| Quartu 2000      | 0    | 2 | 0 | 0 | 2 | 1  | 8  | -7 |

| Squadra 1        | Risultato   | Squadra 2        |
| 1ª giornata      | 1ª giornata | 1ª giornata      |
| ---------------- | ----------- | ---------------- |
| Cagliari         | 6 - 0       | Quartu 2000      |
| 2ª giornata      |             |                  |
| Quartu 2000      | 1 - 2       | Delfino Cagliari |
| 3ª giornata      |             |                  |
| Delfino Cagliari | 4 - 4       | Cagliari         |

#### Accoppiamento 1
| Squadra             | P.ti | G | V | N | P | GF | GS | DR |
| ------------------- | ---- | - | - | - | - | -- | -- | -- |
| Cotrade Torino      | 6    | 2 | 2 | 0 | 0 | 6  | 4  | +2 |
| Caseificio Pugliese | 0    | 2 | 0 | 0 | 2 | 4  | 6  | -2 |

| Squadra 1           | Risultato | Squadra 2           |
| Andata              | Andata    | Andata              |
| ------------------- | --------- | ------------------- |
| Cotrade Torino      | 2 - 1     | Caseificio Pugliese |
| Ritorno             |           |                     |
| Caseificio Pugliese | 3 - 4     | Cotrade Torino      |

#### Accoppiamento 3
| Squadra  | P.ti | G | V | N | P | GF | GS | DR |
| -------- | ---- | - | - | - | - | -- | -- | -- |
| La Torre | 6    | 2 | 2 | 0 | 0 | 11 | 8  | +3 |
| Morbegno | 0    | 2 | 0 | 0 | 2 | 8  | 11 | -3 |

| Squadra 1 | Risultato   | Squadra 2 |
| Andata    | Andata      | Andata    |
| --------- | ----------- | --------- |
| Morbegno  | 4 - 5       | La Torre  |
| Ritorno   |             |           |
| La Torre  | 6 - 4 (dts) | Morbegno  |

#### Accoppiamento 5
| Squadra        | P.ti | G | V | N | P | GF | GS | DR |
| -------------- | ---- | - | - | - | - | -- | -- | -- |
| Toniolo Milano | 6    | 2 | 2 | 0 | 0 | 11 | 5  | +6 |
| Milan Five     | 0    | 2 | 0 | 0 | 2 | 5  | 11 | -6 |

| Squadra 1      | Risultato | Squadra 2      |
| Andata         | Andata    | Andata         |
| -------------- | --------- | -------------- |
| Milan Five     | 0 - 1     | Toniolo Milano |
| Ritorno        |           |                |
| Toniolo Milano | 10 - 5    | Milan Five     |

#### Accoppiamento 7
| Squadra   | P.ti | G | V | N | P | GF | GS | DR |
| --------- | ---- | - | - | - | - | -- | -- | -- |
| Bologna   | 4    | 2 | 1 | 1 | 0 | 8  | 6  | +2 |
| Ass. Club | 1    | 2 | 0 | 1 | 1 | 6  | 8  | -2 |

| Squadra 1 | Risultato | Squadra 2 |
| Andata    | Andata    | Andata    |
| --------- | --------- | --------- |
| Ass. Club | 4 - 4     | Bologna   |
| Ritorno   |           |           |
| Bologna   | 2 - 4     | Ass. Club |

#### Accoppiamento 9
| Squadra     | P.ti | G | V | N | P | GF | GS | DR |
| ----------- | ---- | - | - | - | - | -- | -- | -- |
| CLT Terni   | 6    | 2 | 2 | 0 | 0 | 8  | 4  | +4 |
| CUS Viterbo | 0    | 2 | 0 | 0 | 2 | 4  | 8  | -4 |

| Squadra 1   | Risultato | Squadra 2   |
| Andata      | Andata    | Andata      |
| ----------- | --------- | ----------- |
| CUS Viterbo | 1 - 4     | CLT Terni   |
| Ritorno     |           |             |
| CLT Terni   | 4 - 3     | CUS Viterbo |

#### Accoppiamento 11
| Squadra          | P.ti | G | V | N | P | GF | GS | DR |
| ---------------- | ---- | - | - | - | - | -- | -- | -- |
| Bellator Frusino | 3    | 2 | 1 | 0 | 1 | 9  | 4  | +5 |
| Verderosa Alatri | 3    | 2 | 1 | 0 | 1 | 4  | 9  | -5 |

| Squadra 1        | Risultato | Squadra 2        |
| Andata           | Andata    | Andata           |
| ---------------- | --------- | ---------------- |
| Verderosa Alatri | 3 - 2     | Bellator Frusino |
| Ritorno          |           |                  |
| Bellator Frusino | 7 - 1     | Verderosa Alatri |

#### Accoppiamento 13
| Squadra               | P.ti | G | V | N | P | GF | GS | DR |
| --------------------- | ---- | - | - | - | - | -- | -- | -- |
| Amatori Civitavecchia | 3    | 2 | 1 | 0 | 1 | 8  | 7  | +1 |
| Marino                | 3    | 2 | 1 | 0 | 1 | 7  | 8  | -1 |

| Squadra 1             | Risultato | Squadra 2             |
| Andata                | Andata    | Andata                |
| --------------------- | --------- | --------------------- |
| Amatori Civitavecchia | 5 - 2     | Marino                |
| Ritorno               |           |                       |
| Marino                | 5 - 3     | Amatori Civitavecchia |

#### Accoppiamento 15
| Squadra      | P.ti | G | V | N | P | GF | GS | DR |
| ------------ | ---- | - | - | - | - | -- | -- | -- |
| Pro Calcetto | 6    | 2 | 2 | 0 | 0 | 5  | 3  | +2 |
| F&C Avezzano | 0    | 2 | 0 | 0 | 2 | 3  | 5  | -2 |

| Squadra 1    | Risultato | Squadra 2    |
| Andata       | Andata    | Andata       |
| ------------ | --------- | ------------ |
| F&C Avezzano | 2 - 3     | Pro Calcetto |
| Ritorno      |           |              |
| Pro Calcetto | 2 - 1     | F&C Avezzano |

#### Accoppiamento 17
| Squadra     | P.ti | G | V | N | P | GF | GS | DR |
| ----------- | ---- | - | - | - | - | -- | -- | -- |
| Chiaravalle | 4    | 2 | 1 | 1 | 0 | 9  | 8  | +1 |
| Rimini      | 1    | 2 | 0 | 1 | 1 | 8  | 9  | -1 |

| Squadra 1   | Risultato   | Squadra 2   |
| Andata      | Andata      | Andata      |
| ----------- | ----------- | ----------- |
| Rimini      | 2 - 2       | Chiaravalle |
| Ritorno     |             |             |
| Chiaravalle | 6 - 7 (dts) | Rimini      |

#### Accoppiamento 19
| Squadra         | P.ti | G | V | N | P | GF | GS | DR |
| --------------- | ---- | - | - | - | - | -- | -- | -- |
| Scudo San Carlo | 3    | 2 | 1 | 0 | 1 | 11 | 8  | +3 |
| San Benedetto   | 3    | 2 | 1 | 0 | 1 | 8  | 11 | -3 |

| Squadra 1       | Risultato | Squadra 2       |
| Andata          | Andata    | Andata          |
| --------------- | --------- | --------------- |
| San Benedetto   | 4 - 2     | Scudo San Carlo |
| Ritorno         |           |                 |
| Scudo San Carlo | 9 - 4     | San Benedetto   |

#### Accoppiamento 21
| Squadra      | P.ti | G | V | N | P | GF | GS | DR |
| ------------ | ---- | - | - | - | - | -- | -- | -- |
| Catanzarese  | 4    | 2 | 1 | 1 | 0 | 6  | 5  | +1 |
| Fata Morgana | 1    | 2 | 0 | 1 | 1 | 5  | 6  | -1 |

| Squadra 1    | Risultato | Squadra 2    |
| Andata       | Andata    | Andata       |
| ------------ | --------- | ------------ |
| Catanzarese  | 2 - 2     | Fata Morgana |
| Ritorno      |           |              |
| Fata Morgana | 3 - 4     | Catanzarese  |

#### Accoppiamento 23
| Squadra             | P.ti | G | V | N | P | GF | GS | DR |
| ------------------- | ---- | - | - | - | - | -- | -- | -- |
| La Quercia          | 4    | 2 | 1 | 1 | 0 | 7  | 6  | +1 |
| Villeneuve Barletta | 1    | 2 | 0 | 1 | 1 | 6  | 7  | -1 |

| Squadra 1           | Risultato | Squadra 2           |
| Andata              | Andata    | Andata              |
| ------------------- | --------- | ------------------- |
| Villeneuve Barletta | 4 - 4     | La Quercia          |
| Ritorno             |           |                     |
| La Quercia          | 3 - 2     | Villeneuve Barletta |

#### Accoppiamento 25
| Squadra     | P.ti | G | V | N | P | GF | GS | DR |
| ----------- | ---- | - | - | - | - | -- | -- | -- |
| Vesuvio     | 3    | 2 | 1 | 0 | 1 | 10 | 8  | +2 |
| Stabiamalfi | 3    | 2 | 1 | 0 | 1 | 8  | 10 | -2 |

| Squadra 1   | Risultato | Squadra 2   |
| Andata      | Andata    | Andata      |
| ----------- | --------- | ----------- |
| Vesuvio     | 8 - 5     | Stabiamalfi |
| Ritorno     |           |             |
| Stabiamalfi | 3 - 2     | Vesuvio     |

#### Triangolare 2
| Squadra     | P.ti | G | V | N | P | GF | GS | DR |
| ----------- | ---- | - | - | - | - | -- | -- | -- |
| Firenze     | 4    | 2 | 1 | 1 | 0 | 6  | 5  | +1 |
| IGP Pisa    | 3    | 2 | 1 | 0 | 1 | 5  | 5  | 0  |
| San Miniato | 1    | 2 | 0 | 1 | 1 | 3  | 4  | -1 |

| Squadra 1   | Risultato   | Squadra 2   |
| 1ª giornata | 1ª giornata | 1ª giornata |
| ----------- | ----------- | ----------- |
| Firenze     | 4 - 3       | IGP Pisa    |
| 2ª giornata |             |             |
| IGP Pisa    | 2 - 1       | San Miniato |
| 3ª giornata |             |             |
| San Miniato | 2 - 2       | Firenze     |

#### Triangolare 4
| Squadra          | P.ti | G | V | N | P | GF | GS | DR |
| ---------------- | ---- | - | - | - | - | -- | -- | -- |
| Atletico Palermo | 6    | 2 | 2 | 0 | 0 | 6  | 4  | +2 |
| Città di Palermo | 3    | 2 | 1 | 0 | 1 | 9  | 5  | +4 |
| Schmidt Palermo  | 0    | 2 | 0 | 0 | 2 | 2  | 8  | -6 |

| Squadra 1        | Risultato   | Squadra 2        |
| 1ª giornata      | 1ª giornata | 1ª giornata      |
| ---------------- | ----------- | ---------------- |
| Atletico Palermo | 4 - 3       | Città di Palermo |
| 2ª giornata      |             |                  |
| Città di Palermo | 6 - 1       | Schmidt Palermo  |
| 3ª giornata      |             |                  |
| Schmidt Palermo  | 1 - 2       | Atletico Palermo |

#### Accoppiamento 2
| Squadra      | P.ti | G | V | N | P | GF | GS | DR |
| ------------ | ---- | - | - | - | - | -- | -- | -- |
| Cesana       | 3    | 2 | 1 | 0 | 1 | 8  | 6  | +2 |
| Ronchi Verdi | 3    | 2 | 1 | 0 | 1 | 6  | 8  | -2 |

| Squadra 1    | Risultato | Squadra 2    |
| Andata       | Andata    | Andata       |
| ------------ | --------- | ------------ |
| Ronchi Verdi | 4 - 2     | Cesana       |
| Ritorno      |           |              |
| Cesana       | 6 - 2     | Ronchi Verdi |

#### Accoppiamento 4
| Squadra   | P.ti | G | V | N | P | GF | GS | DR |
| --------- | ---- | - | - | - | - | -- | -- | -- |
| Manzano   | 4    | 2 | 1 | 1 | 0 | 11 | 10 | +1 |
| Cadoneghe | 1    | 2 | 0 | 1 | 1 | 10 | 11 | -1 |

| Squadra 1 | Risultato | Squadra 2 |
| Andata    | Andata    | Andata    |
| --------- | --------- | --------- |
| Cadoneghe | 7 - 7     | Manzano   |
| Ritorno   |           |           |
| Manzano   | 3 - 4     | Cadoneghe |

#### Accoppiamento 6
| Squadra       | P.ti | G | V | N | P | GF | GS | DR |
| ------------- | ---- | - | - | - | - | -- | -- | -- |
| VRF Verona    | 4    | 2 | 1 | 1 | 0 | 11 | 10 | +1 |
| CSAIN Bologna | 1    | 2 | 0 | 1 | 1 | 10 | 11 | -1 |

| Squadra 1     | Risultato   | Squadra 2     |
| Andata        | Andata      | Andata        |
| ------------- | ----------- | ------------- |
| VRF Verona    | 6 - 5       | CSAIN Bologna |
| Ritorno       |             |               |
| CSAIN Bologna | 5 - 5 (dts) | VRF Verona    |

#### Accoppiamento 8
| Squadra        | P.ti | G | V | N | P | GF | GS | DR |
| -------------- | ---- | - | - | - | - | -- | -- | -- |
| San Michele    | 6    | 2 | 2 | 0 | 0 | 13 | 6  | +7 |
| Santa Cristina | 0    | 2 | 0 | 0 | 2 | 6  | 13 | -7 |

| Squadra 1      | Risultato | Squadra 2      |
| Andata         | Andata    | Andata         |
| -------------- | --------- | -------------- |
| San Michele    | 9 - 3     | Santa Cristina |
| Ritorno        |           |                |
| Santa Cristina | 3 - 4     | San Michele    |

#### Accoppiamento 10
| Squadra        | P.ti | G | V | N | P | GF | GS | DR |
| -------------- | ---- | - | - | - | - | -- | -- | -- |
| Lazio Calcetto | 4    | 2 | 1 | 1 | 0 | 11 | 10 | +1 |
| Divino Amore   | 1    | 2 | 0 | 1 | 1 | 10 | 11 | -1 |

| Squadra 1      | Risultato   | Squadra 2      |
| Andata         | Andata      | Andata         |
| -------------- | ----------- | -------------- |
| Divino Amore   | 3 - 3       | Lazio Calcetto |
| Ritorno        |             |                |
| Lazio Calcetto | 8 - 7 (dts) | Divino Amore   |

#### Accoppiamento 12
| Squadra        | P.ti | G | V | N | P | GF | GS | DR |
| -------------- | ---- | - | - | - | - | -- | -- | -- |
| Real Capua     | 4    | 2 | 1 | 1 | 0 | 9  | 3  | +6 |
| CUS Campobasso | 1    | 2 | 0 | 1 | 1 | 3  | 9  | -6 |

| Squadra 1      | Risultato | Squadra 2      |
| Andata         | Andata    | Andata         |
| -------------- | --------- | -------------- |
| Real Capua     | 7 - 1     | CUS Campobasso |
| Ritorno        |           |                |
| CUS Campobasso | 2 - 2     | Real Capua     |

#### Accoppiamento 14
| Squadra  | P.ti | G | V | N | P | GF | GS | DR |
| -------- | ---- | - | - | - | - | -- | -- | -- |
| B&C Roma | 3    | 2 | 1 | 0 | 1 | 6  | 5  | +1 |
| Roma     | 3    | 2 | 1 | 0 | 1 | 5  | 6  | -1 |

| Squadra 1 | Risultato | Squadra 2 |
| Andata    | Andata    | Andata    |
| --------- | --------- | --------- |
| B&C Roma  | 4 - 2     | Roma      |
| Ritorno   |           |           |
| Roma      | 3 - 2     | B&C Roma  |

#### Accoppiamento 16
| Squadra  | P.ti | G | V | N | P | GF | GS | DR |
| -------- | ---- | - | - | - | - | -- | -- | -- |
| Avezzano | 6    | 2 | 2 | 0 | 0 | 6  | 4  | +2 |
| L'Aquila | 0    | 2 | 0 | 0 | 2 | 4  | 6  | -2 |

| Squadra 1 | Risultato | Squadra 2 |
| Andata    | Andata    | Andata    |
| --------- | --------- | --------- |
| Avezzano  | 1 - 0     | L'Aquila  |
| Ritorno   |           |           |
| L'Aquila  | 4 - 5     | Avezzano  |

#### Accoppiamento 18
| Squadra                | P.ti | G | V | N | P | GF | GS | DR |
| ---------------------- | ---- | - | - | - | - | -- | -- | -- |
| Polisportiva Giampaoli | 6    | 2 | 2 | 0 | 0 | 11 | 9  | +2 |
| Team Sport Ancona      | 0    | 2 | 0 | 0 | 2 | 9  | 11 | -2 |

| Squadra 1              | Risultato   | Squadra 2              |
| Andata                 | Andata      | Andata                 |
| ---------------------- | ----------- | ---------------------- |
| Polisportiva Giampaoli | 5 - 4       | Team Sport Ancona      |
| Ritorno                |             |                        |
| Team Sport Ancona      | 5 - 6 (dtr) | Polisportiva Giampaoli |

#### Accoppiamento 20
| Squadra        | P.ti | G | V | N | P | GF | GS | DR |
| -------------- | ---- | - | - | - | - | -- | -- | -- |
| Villa Marchesa | 3    | 2 | 1 | 0 | 1 | 10 | 6  | +4 |
| Teate 94       | 3    | 2 | 1 | 0 | 1 | 6  | 10 | -4 |

| Squadra 1      | Risultato | Squadra 2      |
| Andata         | Andata    | Andata         |
| -------------- | --------- | -------------- |
| Teate 94       | 5 - 4     | Villa Marchesa |
| Ritorno        |           |                |
| Villa Marchesa | 6 - 1     | Teate 94       |

#### Accoppiamento 22
| Squadra     | P.ti | G | V | N | P | GF | GS | DR |
| ----------- | ---- | - | - | - | - | -- | -- | -- |
| Modugno     | 4    | 2 | 1 | 1 | 0 | 8  | 6  | +2 |
| Team Matera | 1    | 2 | 0 | 1 | 1 | 6  | 8  | -2 |

| Squadra 1   | Risultato | Squadra 2   |
| Andata      | Andata    | Andata      |
| ----------- | --------- | ----------- |
| Team Matera | 3 - 5     | Modugno     |
| Ritorno     |           |             |
| Modugno     | 3 - 3     | Team Matera |

#### Accoppiamento 24
| Squadra        | P.ti | G | V | N | P | GF | GS | DR |
| -------------- | ---- | - | - | - | - | -- | -- | -- |
| Ercole Caserta | 4    | 2 | 1 | 1 | 0 | 9  | 5  | +4 |
| Aversa         | 1    | 2 | 0 | 1 | 1 | 5  | 9  | -4 |

| Squadra 1      | Risultato | Squadra 2      |
| Andata         | Andata    | Andata         |
| -------------- | --------- | -------------- |
| Ercole Caserta | 2 - 2     | Aversa         |
| Ritorno        |           |                |
| Aversa         | 3 - 7     | Ercole Caserta |

#### Accoppiamento 26
| Squadra            | P.ti | G | V | N | P | GF | GS | DR |
| ------------------ | ---- | - | - | - | - | -- | -- | -- |
| GC Taormina        | 6    | 2 | 2 | 0 | 0 | 9  | 3  | +6 |
| DiCristina Palermo | 0    | 2 | 0 | 0 | 2 | 3  | 9  | -6 |

| Squadra 1          | Risultato | Squadra 2          |
| Andata             | Andata    | Andata             |
| ------------------ | --------- | ------------------ |
| GC Taormina        | 2 - 1     | DiCristina Palermo |
| Ritorno            |           |                    |
| DiCristina Palermo | 2 - 7     | GC Taormina        |

### Seconda fase
Le gare di andata della seconda fase si sono giocate martedì 14 ottobre 1997, quelle di ritorno il 28 ottobre seguente.
| Squadra 1             | Totale  | Squadra 2              | Andata | Ritorno         |
| --------------------- | ------- | ---------------------- | ------ | --------------- |
| Cesana                | 3 - 6   | Aosta                  | 2 - 2  | 1 - 4           |
| La Torre              | 8 - 12  | Manzano                | 4 - 2  | 4 - 10          |
| Toniolo Milano        | 2 - 15  | Cotrade Torino         | 0 - 12 | 2 - 3           |
| Bologna               | 8 - 10  | VRF Verona             | 5 - 6  | 3 - 4           |
| Prato                 | 14 - 5  | San Michele            | 4 - 1  | 10 - 4          |
| Firenze               | 8 - 8   | CLT Terni              | 3 - 3  | 5 - 5 (7-9 dtr) |
| Lazio Calcetto        | 8 - 10  | Cagliari               | 6 - 4  | 2 - 6           |
| Bellator Frusino      | 6 - 10  | Real Capua             | 6 - 6  | 0 - 4           |
| Amatori Civitavecchia | 3 - 6   | B&C Roma               | 2 - 3  | 1 - 3           |
| Avezzano              | 10 - 1  | Pro Calcetto           | 5 - 1  | 5 - 0           |
| Chiaravalle           | 7 - 9   | Polisportiva Giampaoli | 2 - 2  | 5 - 7           |
| Scudo San Carlo       | 4 - 9   | Villa Marchesa         | 3 - 5  | 1 - 4           |
| Afragola              | 8 - 0   | Catanzarese            | 5 - 0  | 3 - 0           |
| Modugno               | 10 - 10 | La Quercia             | 8 - 6  | 2 - 4 (7-7 dtr) |
| Vesuvio               | 11 - 6  | Ercole Caserta         | 10 - 4 | 1 - 2           |
| Atletico Palermo      | 2 - 7   | GC Taormina            | 2 - 2  | 3 - 5           |

### Sedicesimi di finale
Le gare di andata dei sedicesimi di finale si sono disputate martedì 25 novembre 1997, quelle di ritorno il 16 dicembre seguente.
| Squadra 1        | Totale  | Squadra 2              | Andata | Ritorno     |
| ---------------- | ------- | ---------------------- | ------ | ----------- |
| ITCA Torino      | 15 - 7  | Aosta                  | 12 - 4 | 3 - 3       |
| Palmanova        | 9 - 6   | Manzano                | 5 - 0  | 4 - 6       |
| Milano           | 11 - 3  | Cotrade Torino         | 6 - 2  | 5 - 1       |
| Petrarca         | 9 - 4   | VRF Verona             | 4 - 1  | 5 - 3       |
| Prato            | 13 - 5  | Jesina                 | 8 - 4  | 5 - 1       |
| BNL Roma         | 10 - 5  | CLT Terni              | 7 - 4  | 3 - 1       |
| Pomezia          | 9 - 10  | Cagliari               | 4 - 3  | 5 - 7       |
| Genzano          | 8 - 2   | Real Capua             | 4 - 0  | 4 - 2       |
| Lazio            | 8 - 4   | B&C Roma               | 6 - 1  | 2 - 3       |
| Roma RCB         | 9 - 5   | Avezzano               | 5 - 4  | 4 - 1       |
| Pescara          | 14 - 4  | Polisportiva Giampaoli | 8 - 3  | 6 - 1       |
| CUS Chieti       | 5 - 3   | Villa Marchesa         | 4 - 2  | 1 - 1       |
| Reggio           | 10 - 6  | Afragola               | 9 - 1  | 1 - 5       |
| Augusta          | 16 - 5  | Modugno                | 11 - 2 | 5 - 3       |
| Pro Ficuzza      | 10 - 17 | Vesuvio                | 3 - 8  | 7 - 9       |
| Città di Palermo | 5 - 4   | GC Taormina            | 3 - 2  | 2 - 2 (dts) |

### Ottavi di finale
Le gare di andata degli ottavi di finale si sono disputate martedì 3 febbraio 1998, quelle di ritorno il 17 febbraio eccetto Milano-Petrarca (18 febbraio) e Città di Palermo - Vesuvio Napoli (22 febbraio).
| Squadra 1        | Totale | Squadra 2  | Andata | Ritorno     |
| ---------------- | ------ | ---------- | ------ | ----------- |
| ITCA Torino      | 13 - 4 | Palmanova  | 6 - 1  | 7 - 3       |
| Petrarca         | 6 - 9  | Milano     | 3 - 2  | 3 - 7 (dts) |
| BNL Roma         | 15 - 7 | Prato      | 7 - 4  | 8 - 3       |
| Genzano          | 7 - 8  | Cagliari   | 5 - 1  | 2 - 7       |
| Roma RCB         | 6 - 9  | Lazio      | 5 - 6  | 1 - 3       |
| Pescara          | 10 - 8 | CUS Chieti | 7 - 5  | 3 - 3       |
| Augusta          | 11 - 8 | Reggio     | 6 - 3  | 5 - 5       |
| Città di Palermo | 14 - 9 | Vesuvio    | 7 - 4  | 7 - 5       |

### Quarti di finale
Le gare di andata dei quarti di finale si sono disputate martedì 3 marzo 1998 eccetto Augusta - Città di Palermo che si è giocata la domenica seguente. Le gare di ritorno hanno avuto luogo il 17, il 18 e il 26 marzo a campi invertiti.
| Squadra 1   | Totale | Squadra 2        | Andata | Ritorno |
| ----------- | ------ | ---------------- | ------ | ------- |
| ITCA Torino | 6 - 5  | Milano           | 5 - 2  | 1 - 3   |
| BNL Roma    | 12 - 7 | Cagliari         | 9 - 4  | 3 - 3   |
| Lazio       | 7 - 5  | CUS Chieti       | 3 - 1  | 4 - 4   |
| Augusta     | 10 - 7 | Città di Palermo | 8 - 5  | 2 - 2   |

### Fase finale
La fase finale, giocata per la prima volta in una sede unica (final four) presso il PalaRuffini di Torino, si è tenuta il 20 e il 21 aprile. Gli accoppiamenti nel tabellone sono stati determinati tramite sorteggio.

#### Tabellone
|  | Semifinali  | Semifinali  | Semifinali |       |             | Finale      | Finale | Finale |  |
|  |             |             |            |       |             |             |        |        |  |
|  | ITCA Torino | ITCA Torino | 5          |       |             |             |        |        |  |
|  | ITCA Torino | ITCA Torino | 5          |       |             |             |        |        |  |
|  | BNL Roma    | BNL Roma    | 1          |       |             |             |        |        |  |
|  | BNL Roma    | BNL Roma    | 1          |       | ITCA Torino | ITCA Torino | 2      |        |  |
|  |             |             |            |       | ITCA Torino | ITCA Torino | 2      |        |  |
|  |             |             | Lazio      | Lazio | 4           |             |        |        |  |
|  | Augusta     | Augusta     | Lazio      | Lazio | 4           | 1           |        |        |  |
|  | Augusta     | Augusta     |            |       |             |             |        |        |  |
|  | Lazio       | Lazio       | 2          |       |             |             |        |        |  |

#### Risultati

##### Semifinale
| Torino 20 aprile 1998, ore 19:00 CEST Semifinale, gara unica | Megara Augusta | 1 – 2 (1-1)                 | Lazio | PalaRuffini |
| Sarta 4’ Marcatori 18’ Feliziani 31’ Ceccaroni               |                |                             |       |             |
|                                                              |                |                             |       |             |
| Sarta 4’                                                     | Marcatori      | 18’ Feliziani 31’ Ceccaroni |       |             |

| Torino 20 aprile 1998, ore 20:30 CEST Semifinale, gara unica                              | ITCA Torino | 5 – 1 (2-1) referto         | BNL Roma | PalaRuffini |
| Rubei 8’ , 34’ Quattrini 18’ Dettori 38’ ( t.l. ) Marcatori 13’ I. Roma 27’ ( aut. ) Famà |             |                             |          |             |
|                                                                                           |             |                             |          |             |
| Rubei 8’, 34’ Quattrini 18’ Dettori 38’ (t.l.)                                            | Marcatori   | 13’ I. Roma 27’ (aut.) Famà |          |             |

##### Finale
| Torino 21 aprile 1998, ore 20:30 CEST Finale, gara unica                                | ITCA Torino | 2 – 4 (1-1) referto                                | Lazio | PalaRuffini |
| Habibija 17’ Quattrini 24’ Marcatori 18’ Antonazzi 23’ Leonardo 28’ Minicucci 39’ Musti |             |                                                    |       |             |
|                                                                                         |             |                                                    |       |             |
| Habibija 17’ Quattrini 24’                                                              | Marcatori   | 18’ Antonazzi 23’ Leonardo 28’ Minicucci 39’ Musti |       |             |